# Václav Petr (violoncellista)
Václav Petr (narozen 1989) je český violoncellista, jeden z nejmladších koncertních mistrů České filharmonie. Mimo to působí jako sólista a jako člen Klavírního kvarteta Josefa Suka.

## Život a dílo
Studoval a v roce 2008 maturoval na Hudebním gymnáziu Jana Nerudy, kde byl jeho učitelem Mirko Škampa. Poté pokračoval ve studiu na Hudební akademii múzických umění v Praze, kde studoval u profesora Daniela Veise a později ve třídě profesora Michala Kaňky.
Od roku 2014 je členem České filharmonie, kde již v roce 2013 zvítězil v konkurzu na post koncertního mistra.
Hraje na cello houslaře Giovanniho Battisty Guadagniniho z roku 1757, které má zapůjčené ze soukromé sbírky.

## Ocenění
V roce 2022 obsadil třetí místo ve finále soutěže Classic Strings International Competition and Festival, která v tomto ročníku proběhla mezi 9. a 18. května 2022 v Dubaji. Ve finále přednesl části z koncertů pro violoncello od Antonína Dvořáka a současného ukrajinského skladatele Alexeje Shora.